# JobScheduler
 JobSchedulerは、エンタープライズレベルのスケジューリングとプロセス自動化のためのオープンソースのアプリケーションソフトウェアである。実行ファイルやスクリプトを起動し、ユーザープログラムを自動的に実行するために使用される。JobSchedulerは、ステータスと履歴情報をバックエンドデータベース管理システムに保存する。
JobSchedulerのクラスタリングを除くすべての機能は、GPL V.3ライセンスの下で使用可能となっている。クラスタリングとエンタープライズレベルのサポートとサービスを求めるユーザーは、商用ライセンスを利用可能である。

## 主な機能
- JobSchedulerは、実行ファイル、シェルスクリプト、およびデータベースプロシージャを実行できる。[5]
- ジョブの開始は、カレンダーイベント、受信ファイルの監視、他のジョブスケジューリングイベント、外部アプリケーションによって開始されたAPIイベントなどのイベントによってトリガーできる。[6]

## 歴史と発展
JobSchedulerは、Joacim Zschimmerから提供されたコードを使用してSOS GmbHによって開発された。 独立した製品としてのJobSchedulerの開発は2005年に開始され、同年にオープンソースGPL 2ライセンスの下でリリースされた。 JobSchedulerの64ビットバージョンは2013年にリリースされ、ユニバーサルエージェントは2015年9月にリリースされた
SOS GmbHとJobSchedulerは、2012年にガートナーのITリサーチおよびアドバイザリー会社により、世界的な作業自動化市場に関するMagic Quadrantレポートにおいて選ばれている。JobSchedulerは、「...オープンソースツールの採用ポリシーを持つ組織にとって魅力的」と説明されていた。
2021年10月従来のコードベースを完全に書き換えたV.2系が発表され、JS7® JobSchedulerとリブランディングされた。

## 説明

### アーキテクチャ
- JS7® JobSchedulerは、JOCコックピット、コントローラー、エージェントから構成される。
- JOCコックピット
  - WEB GUI/REST API
  - ジョブ実行制御配布
  - 履歴情報収集・保存
  - ジョブ定義・リソースの作成
  - ジョブ定義の管理とコントローラーへの配布
  - クラスター制御、イベントキュー、ロギングなど
- コントローラー
  - DB接続を廃止
  - ジョブ定義をJOCコックピットから取得
  - 実行履歴をJOCコックピットに送信
  - 実行計画とジョブ定義をエージェントに配布
- 自律型エージェント
  - コントローラーとの通信障害時にも自律的にジョブ実行制御
  - エージェントクラスター内で実行計画とジョブ定義を同期
  - 実行履歴をコントローラーに送信
- 公開鍵認証の導入
  - 各モジュール間通信の公開鍵認証
    - JOCコックピットまたは外部認証局で証明書を作成・署名
    - ルート証明書と中間証明書を各コントローラーとエージェントに配布

  - ジョブ定義ファイルの公開鍵認証
    - JOCコックピットまたは外部認証局でジョブ定義ファイル毎に署名
    - 各コントローラー及びエージェントで配布された署名が一致するかを確認

### 動作モード
- JS7® JobSchedulerコントローラー・エージェントは、バックグラウンドでUnixデーモンまたはWindowsサービスとして無人で実行される。
  - JS7® JobSchedulerは、一連の操作を実行するバッチ処理に使用できる。
  - 個々の操作に対してほぼリアルタイムの処理を開始できる。着信ファイルの到着などの外部イベントに応答して、ほぼリアルタイムのトリガーをオンザフライで生成できる。
- 監視と手動介入は、JOCコックピットのWebベースのGUI、REST API、Powershellコマンドレットを利用して実行できる。

### 主な機能
- ワークフロー：複数のジョブノードが渡されるアセンブリラインとして見ることができる。ワークフロー内の各ジョブは、処理のステップを構成する。
- ワークフローはDAG（有向非巡回グラフ、Directed Acyclic Graph）モデルを採用し、BPMN（ビジネスプロセスモデリング表記法、Business Process Model and Notation）ベースのワークフローパターンを採用している（ただし準拠ではない）
- ワークフロー・ジョブ定義のフォーマットはJSONベースのHOCON（Human-Optimized Config Object Notation）形式であり、JOCコックピットのGUIエディタまたはテキストエディタで作成・編集できる。
- クロスプラットフォームスケジューリング： 
  - 異なるオペレーティングシステムのリモートホストでジョブを直接実行するユニバーサルエージェント。
  - 異なるオペレーティングシステムでジョブを実行するためのエージェントレススケジューリング。
- 高可用性のためのアクティブ/パッシブクラスタ。
- SQLデータベースでのジョブ履歴、およびログ情報の記録。
- ジョブのトリガーは、ディレクトリ監視およびファイル監視などによって開始する。
- ビルトインのファイル転送機能。
- スクリプト機能（シェル、JavaScript、PowerShellなど） ）。
- Nagios、Zabbix、SCOMなどのシステムモニターと統合するための監視インターフェイス。
- ファイル転送やログローテーションなどの操作をカバーする標準ジョブテンプレートのライブラリ。
- SAP S/4 HANA®に提供される SAP Job Scheduling Service REST API を使用したJS7ワークフローテンプレート。

### 実装
- JS7®JobSchedulerはScalaとJavaで開発されている。JS7®JobSchedulerで配布される標準ジョブはJavaで実装されている。
- JS7®JobSchedulerによって処理される個々のオブジェクトに関する情報（ジョブ、ワークフロー、スケジュールなど）は、HOCON(JSON)形式で永続的に保存される。
- JOCコックピットは、データベース管理システム（DBMS）を使用して、ジョブのステータス、および履歴情報を保存する。 
  - https://kb.sos-berlin.com/display/PKB/JS7+-+Database

### JobScheduler ユニバーサルエージェント
- エージェントは、Java仮想マシンをサポートするオペレーティングシステムで実行される。
- エージェントは、コントローラーから構成およびタスク実行要求を取得し、DBMSは必要ない。
- コントローラー/エージェント通信は、単一のHTTPまたはHTTPS接続を使用する。
- 複数のエージェントは、冗長性とフェールオーバーを満たすようエージェントクラスターで設定できる。

### サポートされているプラットフォーム
https://kb.sos-berlin.com/display/JS7/JS7+-+Platforms

#### JOCコックピット/コントローラー
オペレーティングシステム： 
- Windows （32および64ビット）
- Linux （32および64ビット）
- Oracle/openJDK 8 - 11, 17

データベース管理システムl（JOCコックピットのみ必要）： 
- オラクル
- SQL Server
- DB2
- MySQL
- MariaDB
- PostgreSQL
- H2

#### JobScheduler ユニバーサルエージェント
ユニバーサルエージェントは、Oracle/openJDK 8 - 11, 17をサポートする任意のオペレーティングシステムで実行できる。DBMSは必要ない。

### ライセンス
JS7® JobSchedulerは、オープンソースのGPL 3.0ライセンスの下で使用できる。ユーザーは商用ライセンスも購入可能。 
オープンソース版と商用ライセンス版の違いは、クラスタリング機能及び商用サポートの提供の有無である。

### サポートとサービス
商用ライセンスをお持ちのユーザーは、エンタープライズレベルのサポートとサービスを利用できる。 オープンソースライセンスでJobSchedulerを操作しているユーザーは、JobScheduler Knowledge BaseおよびSourceForgeのフォーラムからサポートを受けることができる。

## 参照資料
1. ↑  “Legal Notice”. Software- und Organisations-Service. 2016年5月27日閲覧。
2. ↑  “Job Scheduler 1.2 moved to SourceForge.net”. SourceForge. 2016年5月27日閲覧。
3. ↑  “Versions”. SOS GmbH Change Management System. 2019年9月3日閲覧。
4. ↑  “Licensing”. Software- und Organisations-Service. 2015年9月16日閲覧。
5. ↑  “Features”. SOS GmbH Product Knowledge Base. 2016年5月26日閲覧。
6. 1 2  “The JobScheduler in a Nutshell”. Software- und Organisations-Service. 2016年5月26日閲覧。
7. ↑  “64-Bit JobScheduler released”. Software- und Organisations-Service. 2016年5月26日閲覧。
8. ↑  “JobScheduler, Universal Agent and JADE 1.10 released”. Software- und Organisations-Service. 2016年5月26日閲覧。
9. ↑  Govekar, Milind; Mahapatra, Biswajeet (February 2012). Magic Quadrant for Workload Automation. Stamford: Gartner, Inc.. G00219826
10. ↑  “Which platforms is JobScheduler available for and what platform support is provided?”. SOS GmbH Product Knowledge Base. 2016年5月26日閲覧。